# Mikkeli
Mikkeli (på svensk: St. Michel) er en by i det sydøstlige Finland, med et indbyggertal (pr. 2008) på cirka 49.000. Byen ligger ved bredden af søen Saimaa.
Indtil 2009 lå byen i Østfinlands len. Kommunen ligger i landskabet Södra Savolax. Kommunen og landskabet hører administrativt under Østfinlands regionsforvaltning. 
61°41′N 27°16′Ø / 61.683°N 27.267°Ø
- Wikimedia Commons har flere filer relateret til Mikkeli

1. ↑  Population growth biggest in nearly 70 years, Statistikcentralen (fra Wikidata).